# Porota (film, 2003)
Porota (v anglickém originále Runaway Jury) je americký právnický filmový thriller z roku 2003, který režíroval Gary Fleder a ve kterém si zahráli John Cusack, Gene Hackman, Dustin Hoffman a Rachel Weisz.
Film je adaptací románu Johna Grishama z roku 1996 The Runaway Jury a staví právníka Wendella Rohra (Hoffman) proti pochybnému porotnímu poradci Rankinu Fitchovi (Hackman), který používá nezákonné prostředky, aby do poroty dosadil lidi nakloněné obhajobě. Mezitím začíná hra na kočku a myš s vysokými sázkami, když se zdá, že porotce Nicholas Easter (Cusack) a jeho přítelkyně Marlee (Weisz) jsou schopni ovlivnit porotu, aby vynesla jakýkoli rozsudek v procesu proti výrobci zbraní.
Film byl uveden do amerických kin 17. října 2003.

## Děj
V New Orleans bývalý zaměstnanec spáchá masovou střelbu v makléřské firmě, při níž zemře jedenáct lidí, včetně Jacoba Wooda. O dva roky později jeho vdova Celeste žaluje Vicksburg Firearms za hrubou nedbalost, která vedla k útoku.
Během výběru poroty právník obhajoby Durwood Cable dostává od konzultanta Rankina Fitche informace o porotcích prostřednictvím sledovací techniky. Jeden z porotců, Nick Easter, se snaží vyhnout povinnosti, ale soudce ho odmítne uvolnit. Nick si získává přízeň poroty, kromě Franka Herrery, bývalého mariňáka.
Záhadná Marlee kontaktuje Fitche a žalobce Wendella Rohra s nabídkou ovlivnění verdiktu. Rohr odmítá, ale Fitch chce důkaz její moci. Marlee zajistí, že porota spontánně odrecituje přísahu vlajce. Fitch Nicka podezřívá a nechává prohledat jeho byt, ale nic nenachází. Marlee se mstí a vyřadí jednoho z jeho porotců, takže Fitch začne vydírat tři další.
Vydírání dožene porotkyni Rikki Coleman k pokusu o sebevraždu. Fitchovi muži zničí důkazy z Nickova bytu, ale Nick ukáže soudci záznam z vloupání, čímž zajistí izolaci poroty. Rohrův klíčový svědek se nedostaví, a když Fitch zasáhne do případu, Rohr přestává věřit ve vítězství. Odmítne však Marlee zaplatit úplatek 10 milionů dolarů a rozhodne se bojovat čestně.
Po katastrofálním výstupu generálního ředitele Vicksburgu Fitch souhlasí s úplatkem Marlee, který se zvýší na 15 milionů. Fitchův detektiv zjistí, že Nick je ve skutečnosti Jeff Kerr, bývalý student práv, jehož přítelkyně Gabby (Marlee) se snaží pomstít střelbu ve své rodném městě Gardner, kde byla jejich žaloba kdysi zamítnuta právě kvůli Fitchovi. Fitch už ale zaplatil a je příliš pozdě na zastavení podvodu.
Nick přesvědčí porotu, aby pečlivě zvážila důkazy. Herrera vybuchne proti žalobě, což ho zdiskredituje, a porota shledá výrobce zbraní vinným. Celeste Wood získává odškodnění 111 milionů dolarů. Po soudu Nick a Marlee konfrontují Fitche s důkazem o úplatku a přinutí ho odejít do důchodu. Odhalují mu, že peníze půjdou obětem střelby v Gardneru. Fitch zuří, že se Nick a Marlee už nikdy nedokážou zastavit, ale ti se rozhodnou vrátit domů.